# Skandinaviska Alliansmissionen i Sverige
Skandinaviska Alliansmissionen i Sverige bildades 1900, och var en kristen organisation, med Sven Emil Hagberg från Rogberga som ordförande. Man missionerade mycket i Kina. 1919 uppgick man i Svenska Alliansmissionen.

### Fotnoter
1. ↑  ”Svenska Alliansmissionens historia”. Svenska Alliansmissionen. Arkiverad från originalet den 21 mars 2015. https://web.archive.org/web/20150321062841/http://www.alliansmissionen.se/web/Historia_1.aspx. Läst 10 januari 2014.